# 沃尔多 (佛罗里达州)
沃尔多（英語：Waldo），是美国佛罗里达州下属的一座城市。建立于1907年。面积约为4.5平方公里（约合1.7平方英里）。根据2010年美国人口普查，该市有人口1,015人。论人口在本州排行第328。